# 시카고 대화재

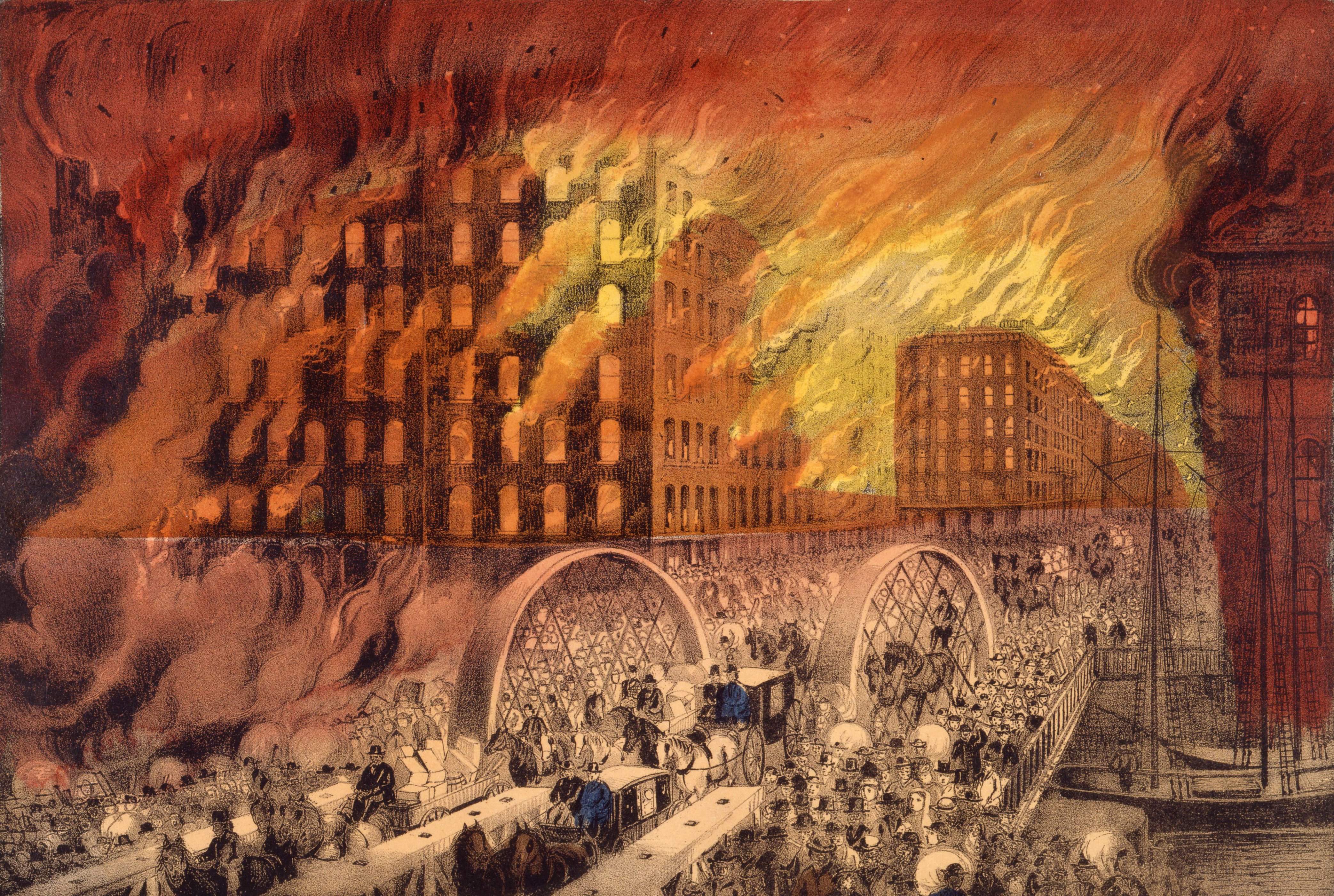
존 R. 캡틴이 하퍼스 위클리 지에 올린 랜돌프 다리에서 북동쪽을 바라보며 그린 시카고 대화재의 그림.

시카고 대화재( - 大火災, 영어: Great Chicago Fire)는 1871년 10월 8일 토요일부터 10월 10일 화요일까지 미국 일리노이주 시카고에서 일어난 대형 화재이다. 이 화재로 300명 가까이 사망하고, 시카고의 9 km2에 달하는 지역이 불에 타고 10만명 이상이 집을 잃고 이재민이 되었다. 이 화재는 19세기 미국에서 일어난 화재 사건 중 가장 큰 규모였으며, 시카고 도심 지역이 완전히 파괴되었지만 화재 이후 재건을 통해 시카고는 미국에서 가장 큰 경제 중심지 중 하나로 성장하게 된다. 이 화재가 일어난 날과 동시에 위스콘신주의 페스티고에서도 대화재가 일어나 그린베이 북부를 태웠다.

## 발단

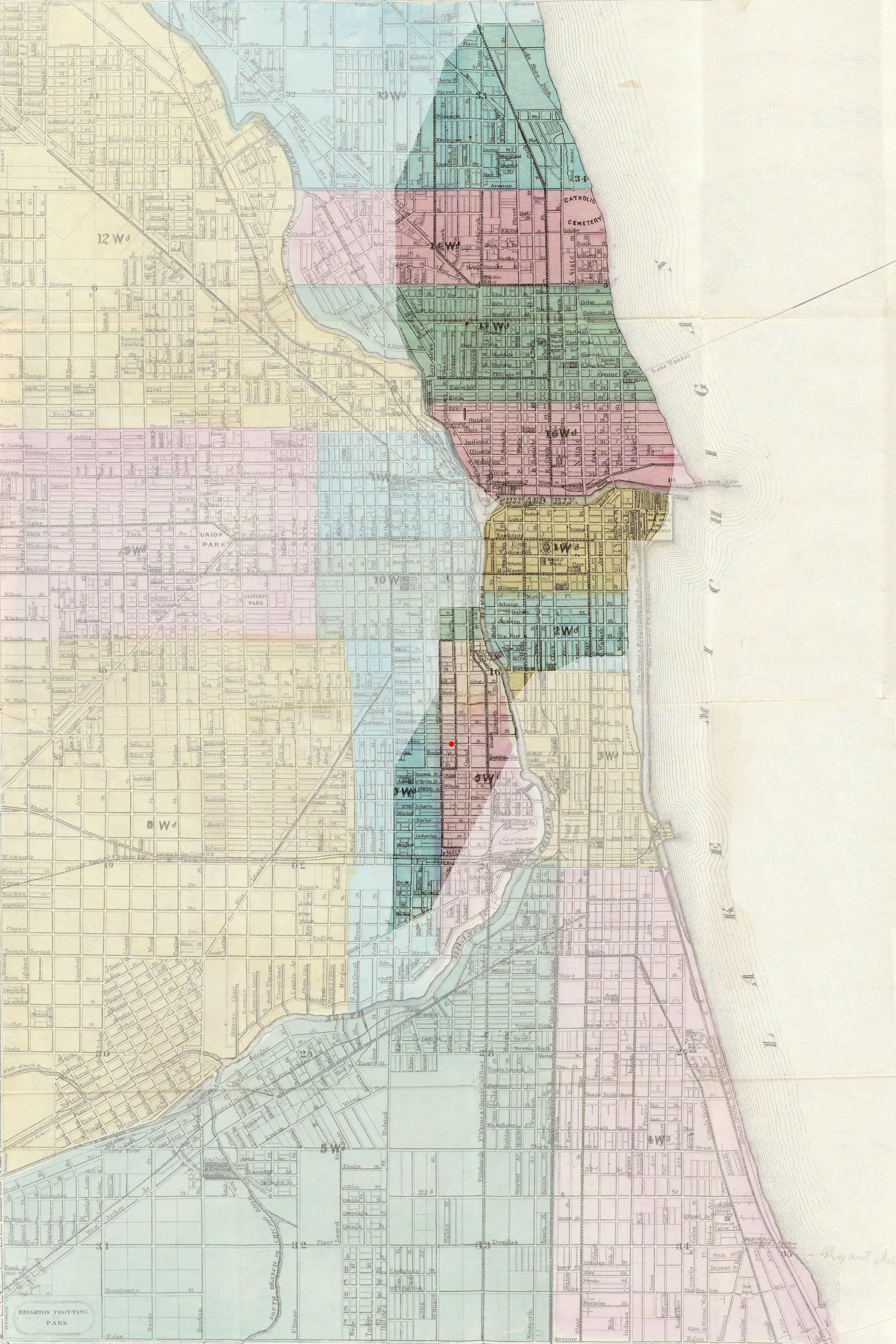
1868년의 시카고 지도. 화재가 발생한 영역이 진하게 색칠되어 있다. 빨간 점은 올리어리의 헛간 위치이다.

이 화재는 10월 8일 오후 9시 즈음 데코벵가 137번지 뒷편 골목에 위치한 올리어리 가족이 가진 헛간에 불이 붙으며 시작되었다. 헛간에 불이 붙으며 그 옆의 창고가 불이 타기 시작하며 화재가 번졌다고 추측하고 있지만, 시 관계자는 화재의 정확한 원인을 파악하고 있지는 못하고 있다. 이로 인해 수년 동안 이 대화재의 원인에 대해서 많은 추측이 오갔다. 가장 유명한 가설로는 올리어리의 소가 랜턴을 발로 차서 불을 붙였다는 것이다. 또 다른 가설로는 남자들이 헛간 안에서 도박을 하던 도중 실수로 랜턴을 떨어뜨려 불이 일어났다는 것이 있다. 이 외에도 이 날 동시에 일어났던 중서부의 화재와도 관련이 있다는 가설도 존재하는 등 다양한 가설이 존재한다.
화재가 급속하게 확산된 이유로는 당시 시카고의 건물 대부분이 경골 구조(balloon frame)로 지어진 목재 건물로 이루어져 있었으며 화재가 발생하기 이전에 심하게 건조했고 도시 중심을 향한 강한 남동풍이 불고 있었기 때문이다. 시카고에 세워진 건물의 3분의 2 이상이 목재 건물이었다. 또한, 대부분의 주택과 건물은 옥상이 가연성 타르로 이루어져 있었다. 그리고 수많은 보도와 도로도 나무로 이루어져 있었다. 이에 더하여, 시카고는 7월 4일부터 10월 9일까지 비가 고작 1인치(2.54cm) 이하로 내리는 등 매우 건조한 상태였다.
1871년, 시카고 소방국은 말이 끄는 증기엔진 소방차 17대와 소방대원 185명만으로 도시 전체 소방을 맡아야 했다. 소방서의 초기 반응은 빨랐지만, 경비원인 마타이스 샤퍼의 실수로 소방관이 잘못된 장소로 달려갔고 그 동안 불이 번졌다. 또한, 불이 일어난 지역 근처에서 보내진 경보는 소방서에서 받지 못했다. 거기에 소방관들은 대화재가 일어나기 전 지난 한주에만 1개 대형 화재 및 소형 화재 수백건을 처리했다. 이러한 요소가 한데 모여 거대한 대화재가 되었다.

## 기타
메이저 리그 사커에 소속되어 있는 축구 클럽인 시카고 파이어의 이름은 이 사건에서 유래되었다.

## 같이 보기
- D. L. 무디
- 트라이앵글 셔츠웨이스트 공장 화재